# Bohuslav Rylich
Bohuslav Rylich (Nymburk, 5 maggio 1934 – Praga, 23 luglio 2020) è stato un cestista cecoslovacco.
Era il fratello di Zdeněk Rylich.

## Carriera
Con la Cecoslovacchia ha disputato i Giochi olimpici di Roma 1960 e tre edizioni dei Campionati europei (1959, 1961, 1963).

## Palmarès
- Campionato cecoslovacco: 2

Slovan Orbis Praga: 1956-57, 1958-59